# Kōbe Animal Kingdom
Koordinaten: 34° 39′ 15″ N, 135° 13′ 23″ O

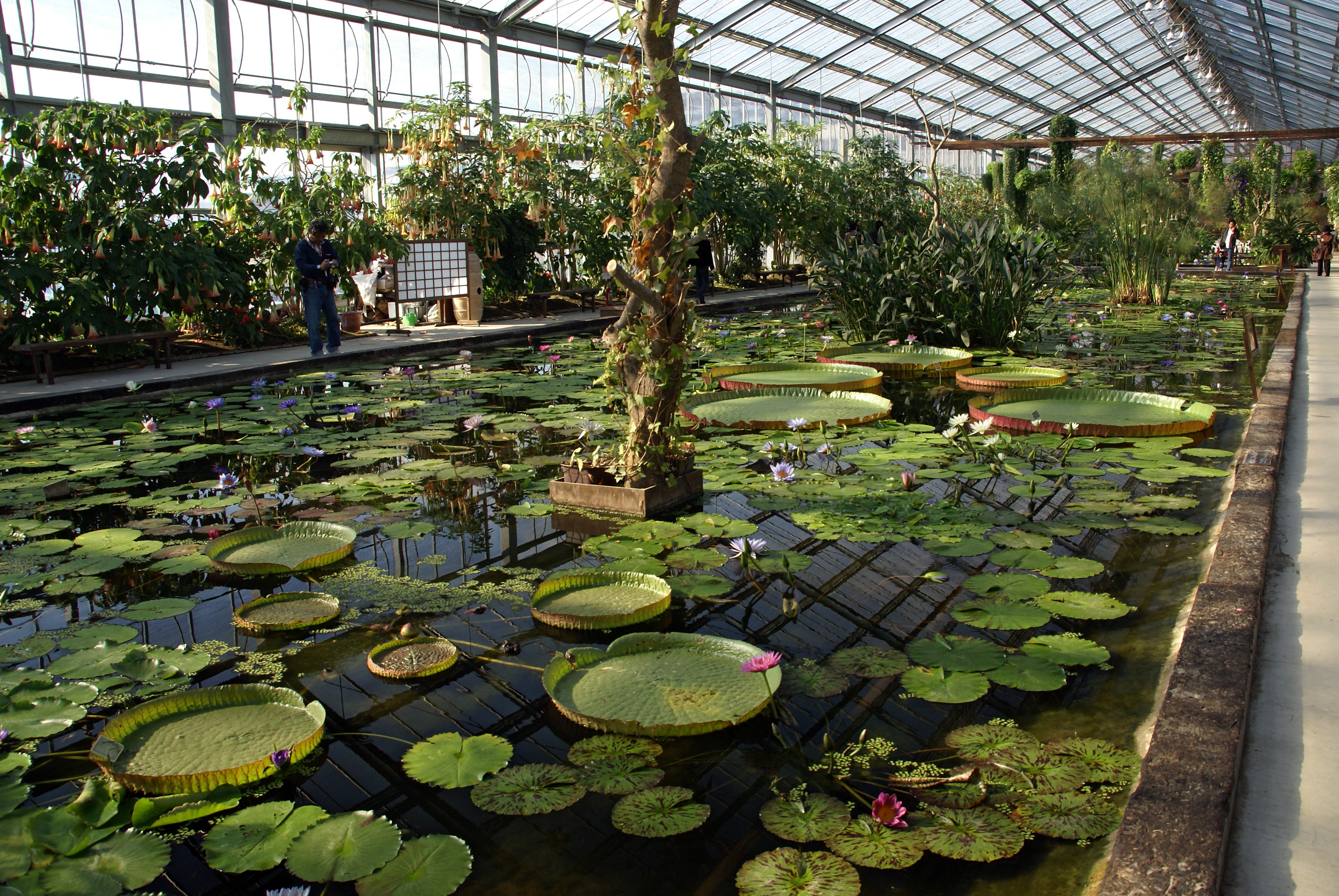
Blick auf den Seerosenteich eines Gewächshauses

Kōbe Animal Kingdom ist ein zooähnlicher Tier- und Blumenpark auf der künstlich angelegten Insel Port Island in der japanischen Großstadt Kōbe. Er ist hauptsächlich in und um ein großes Gewächshaus herum angelegt. Die Gestaltung der Gesamtanlage stammt von dem japanischen Botaniker Kamo Mototeru. Die entstandene Kombination aus Tierpark und botanischem Garten wurde 2006 eröffnet und zunächst „Kōbe Kachoen“ genannt. Nach einem Besitzerwechsel heißt der Park seit 2014 „Kōbe Animal Kingdom“.

## Fauna und Flora
Im Kōbe Animal Kingdom wird eine Auswahl an Tieren und Pflanzen gezeigt. Bei der Fauna werden in erster Linie Vögel und außerdem einige Säugetiere gehalten. Bei der Flora werden üppige Blumenrabatte sowie im Besonderen Seerosengewächse (Nymphaeaceae), u. a. Victoria amazonica, die Amazonas-Riesenseerose ausgestellt. Das Kōbe Animal Kingdom ist in mehrere Sektionen unterteilt, dazu zählen: Shoebill Ecological Garden, in dem der Schuhschnabel (Balaeniceps rex) lebt; African Wetland mit mehreren Arten von Pelikanen (Pelecanidae); Sumatra Tiger Ecological Garden, wo der Sumatra-Tiger (Panthera tigris sumatrae) lebt; Wolf Creek ist eine Anlage für Wölfe; im Bear Creek und im Cougar Walk sind Bären (Ursidae) bzw. Pumas (Puma concolor) zu sehen. In den Sektionen Asien Forest, Tropical Forest und Tropical Wetland werden überwiegend Tiere des tropischen Regenwaldes gehalten. Im Folgenden ist eine Bild-Auswahl von Anlagen sowie des Pflanzen- und Tierbestandes der Jahre 2007 bis 2021 gezeigt:

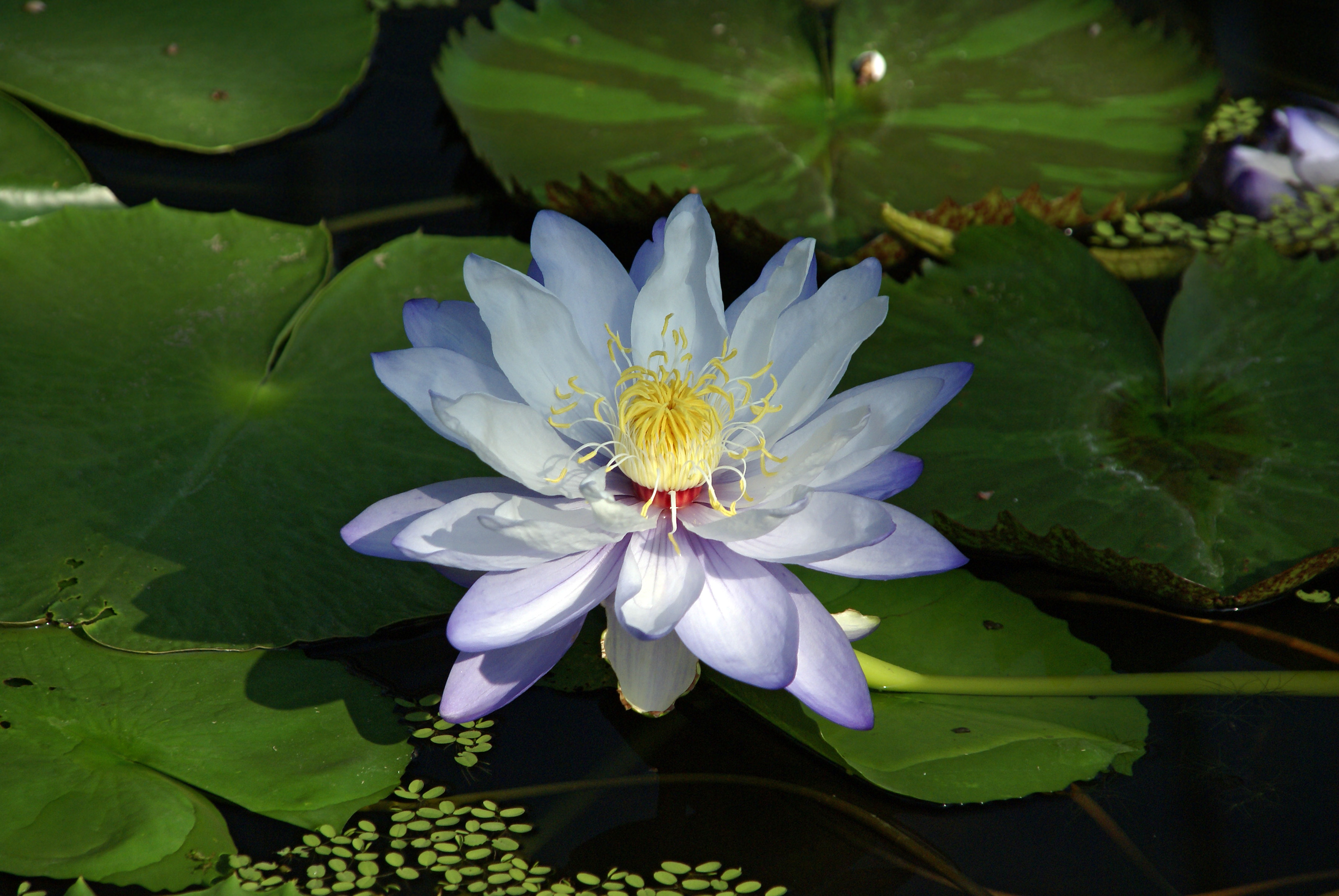
Blüte einer Amazonas-Riesenseerose (Victoria amazonica)
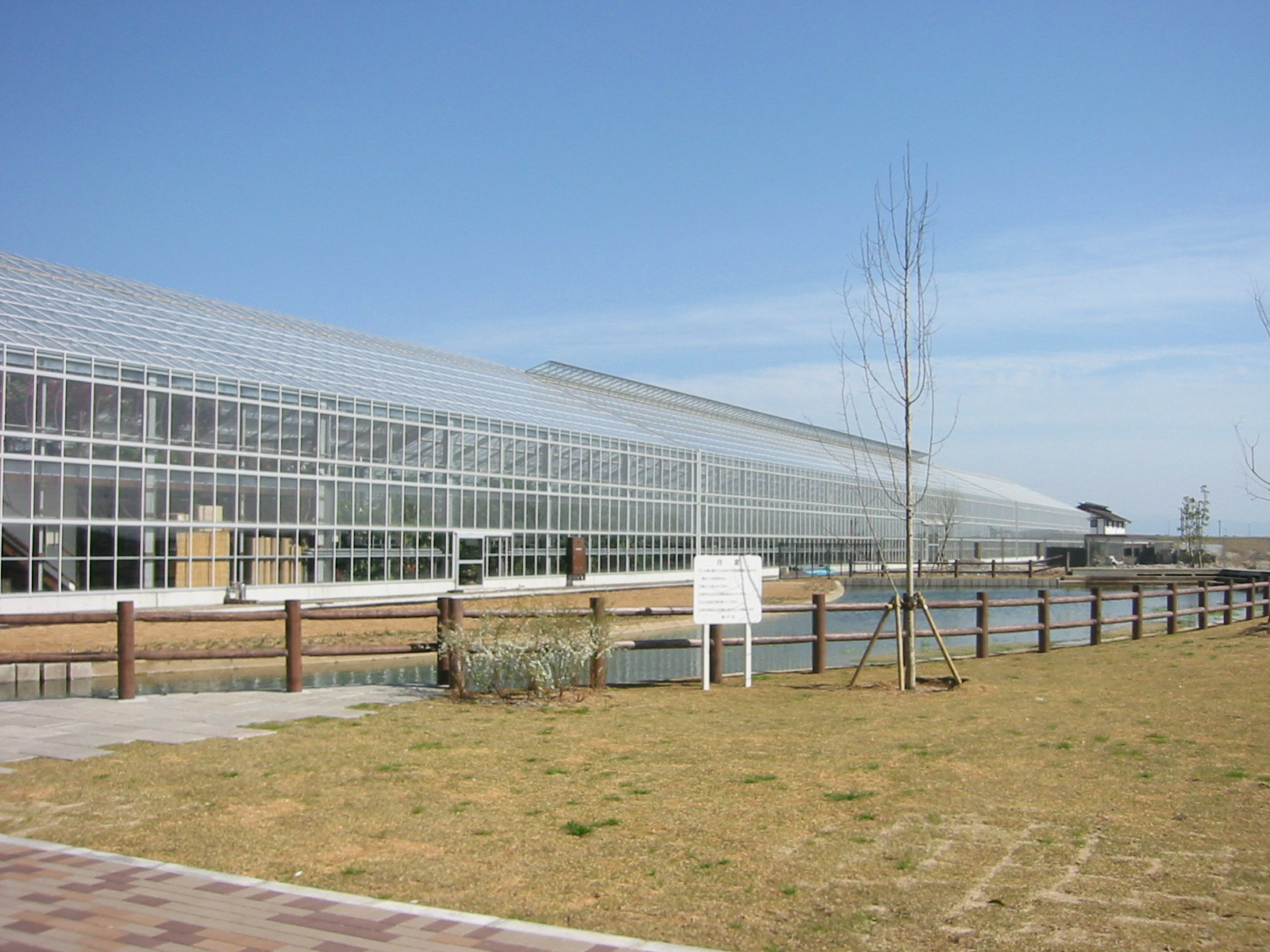
Blick auf ein Gewächshaus
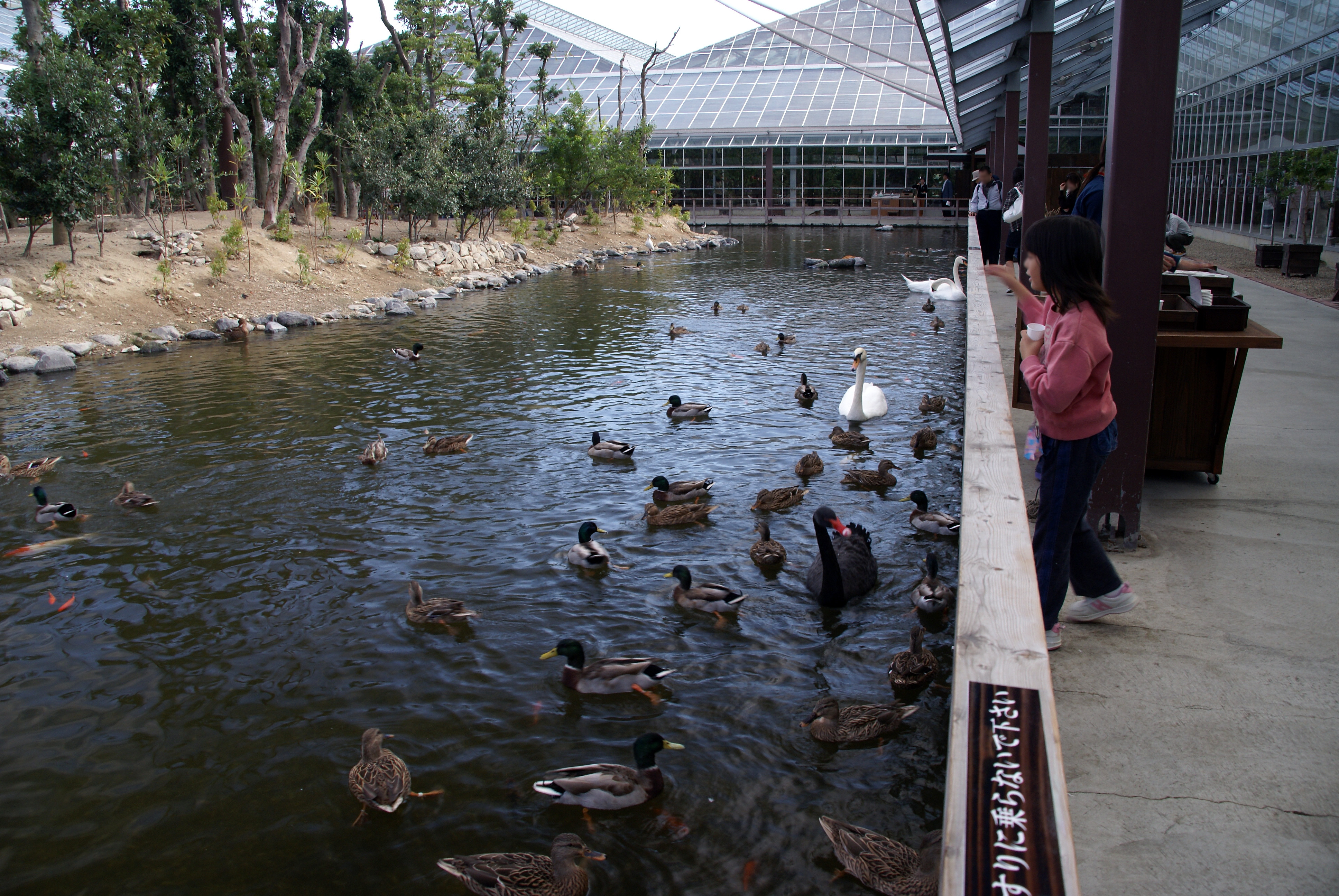
Besucher füttern Enten und Schwäne
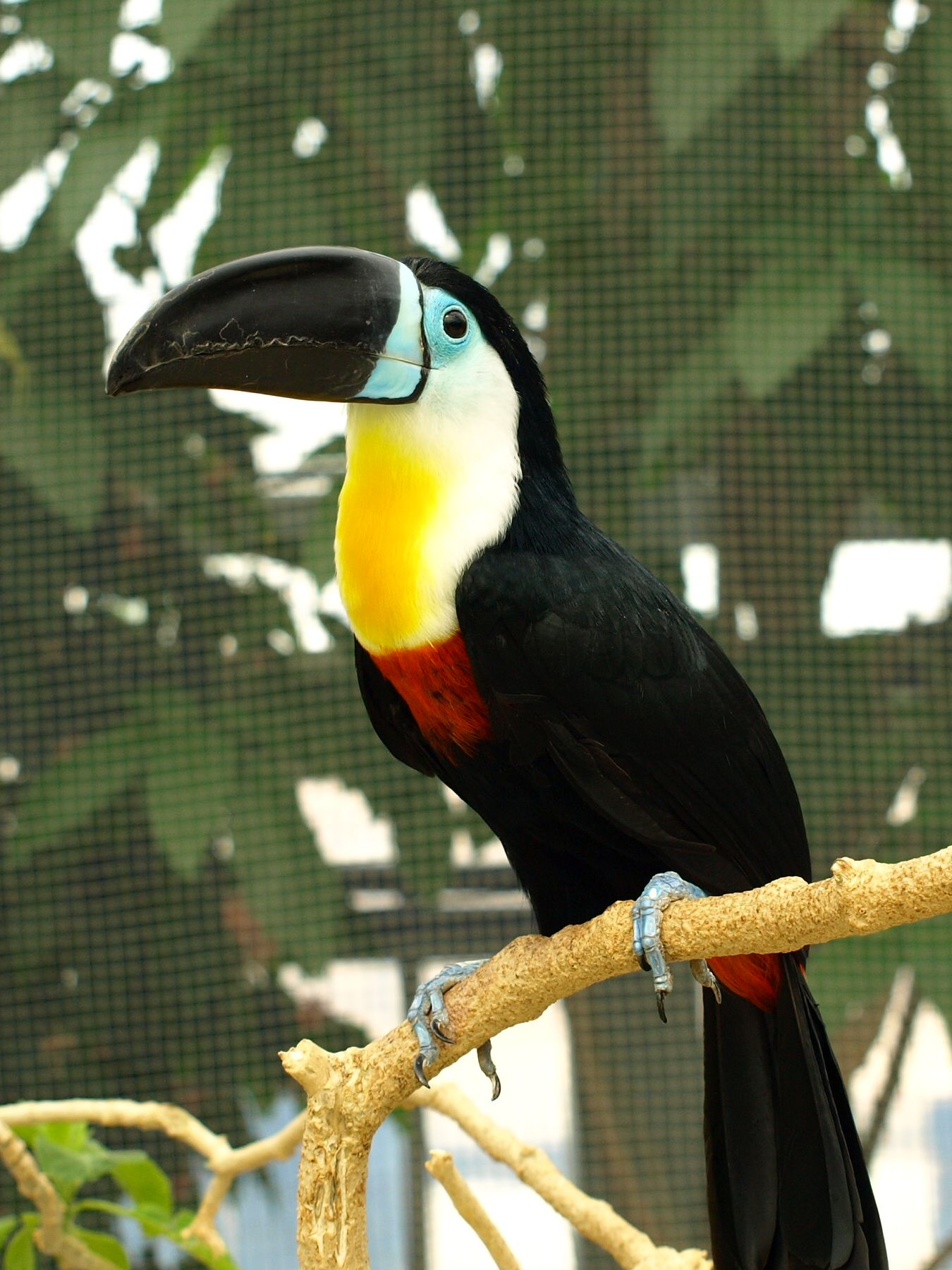
Dottertukan (Ramphastos vitellinus)
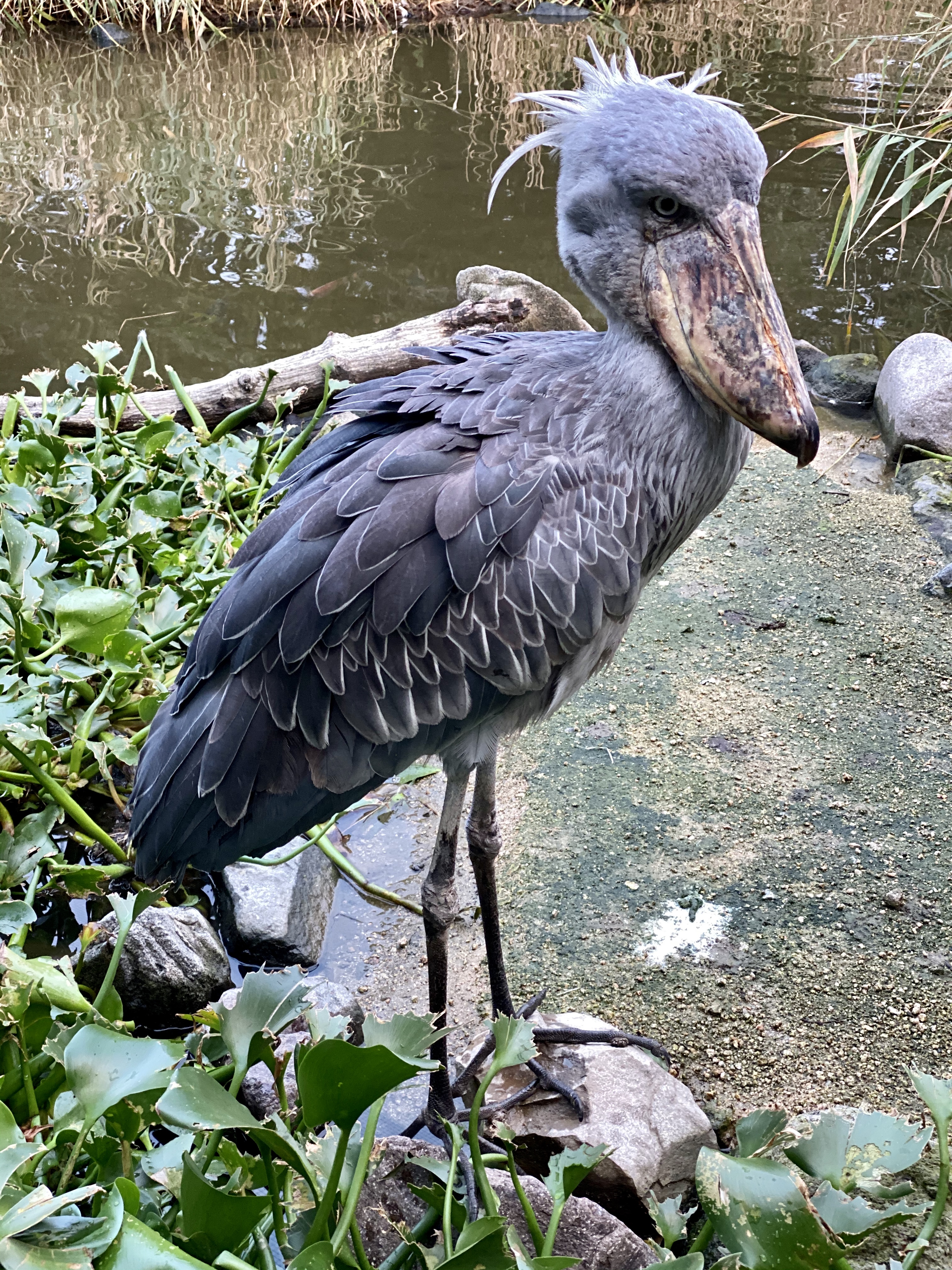
Schuhschnabel (Balaeniceps rex)
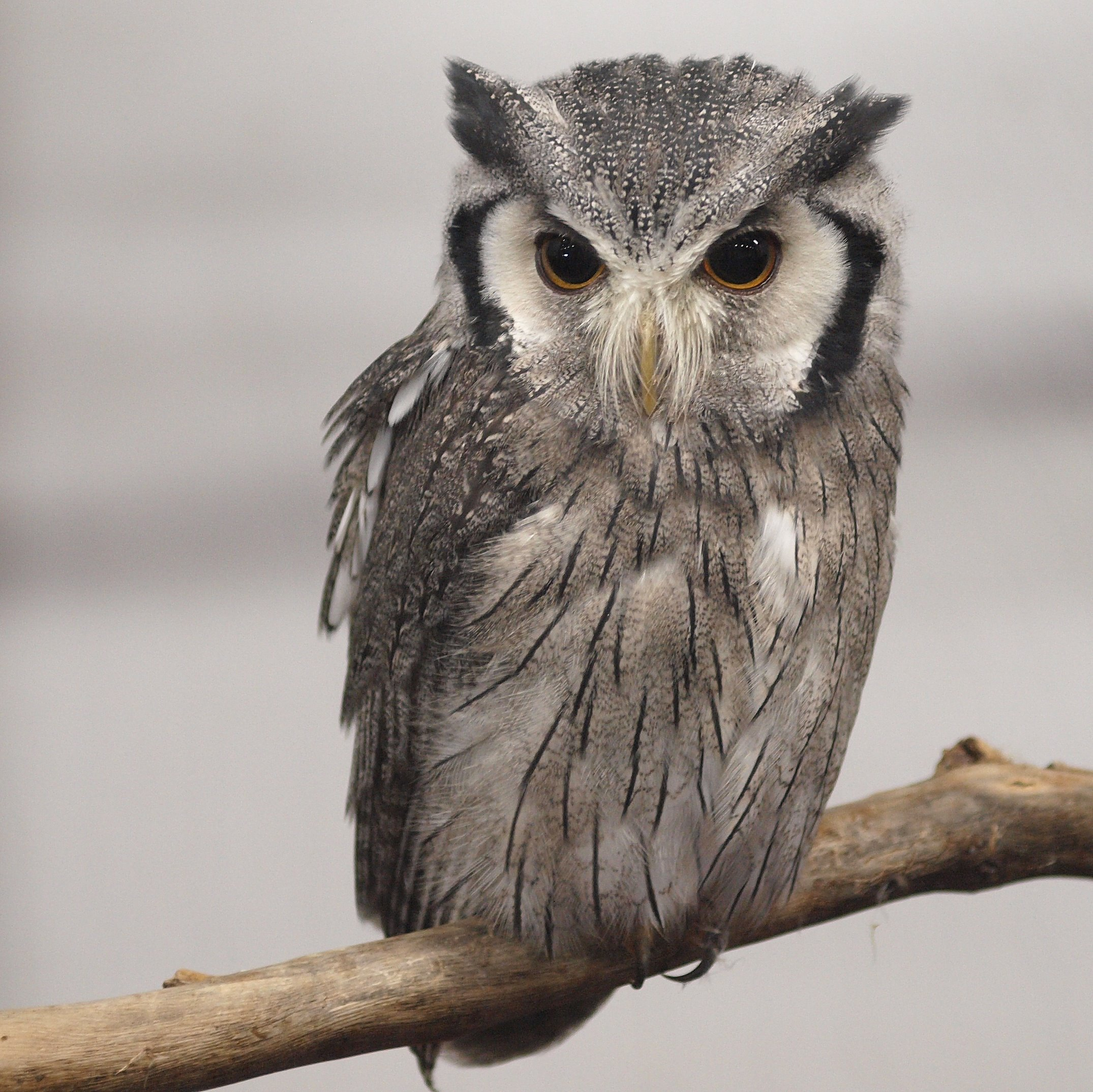
Südbüscheleule (Ptilopsis granti)
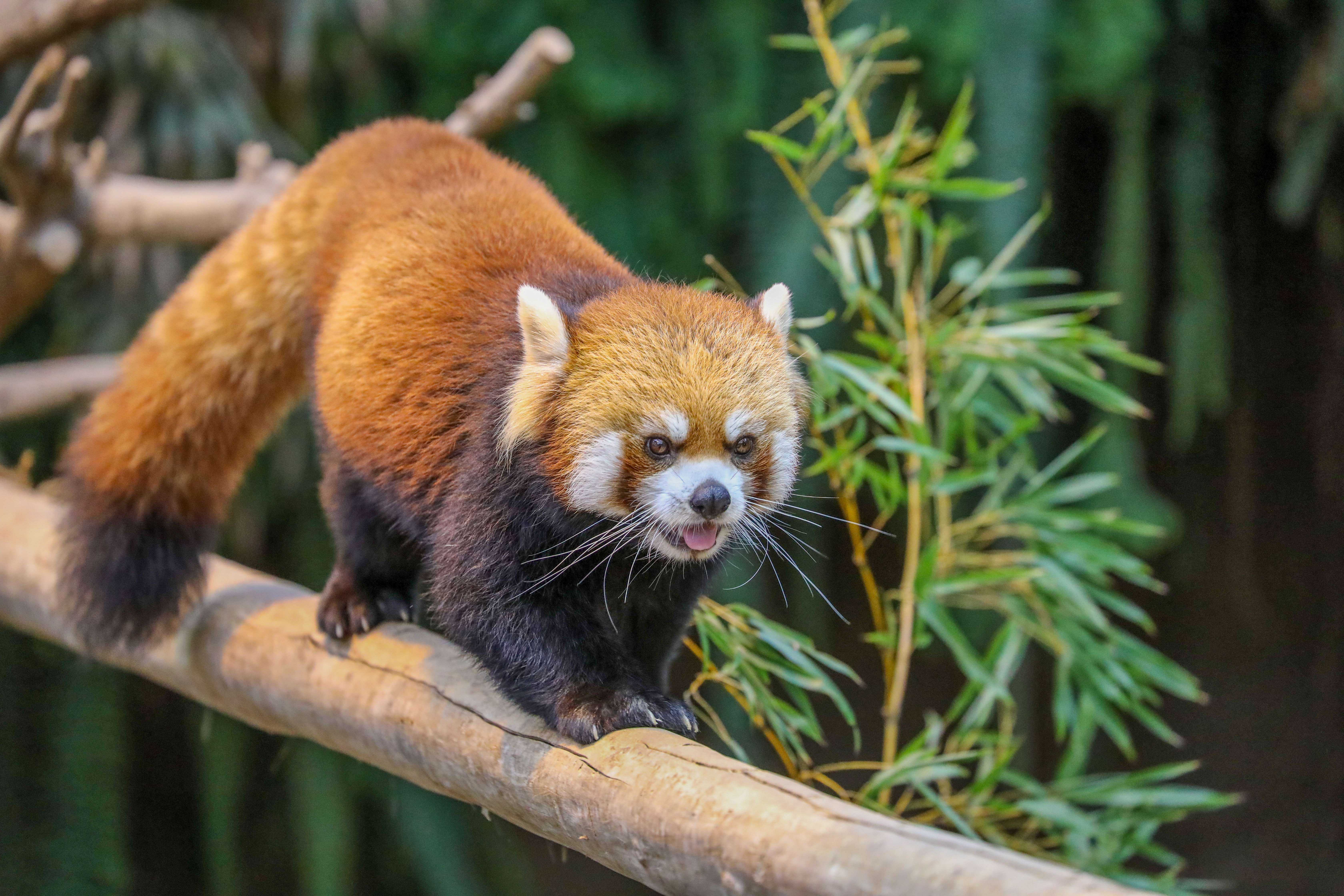
Kleiner Panda (Ailurus)
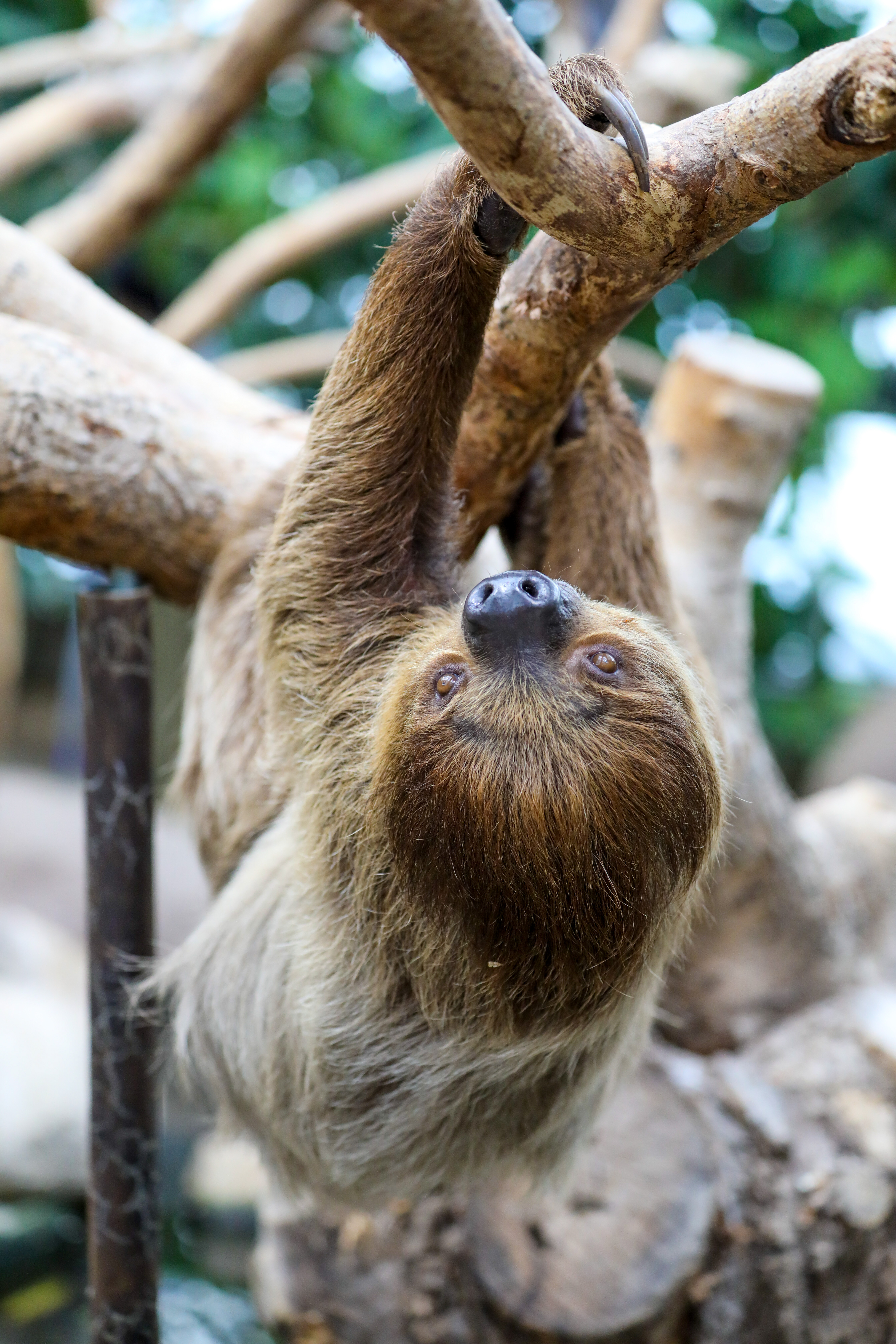
Zweifinger-Faultier (Choloepus)

## Sonderprogramme und Sondereinrichtungen
Um die Naturverbundenheit der Besucher zu steigern, bietet das Kōbe Animal Kingdom Einrichtungen, in denen ein enger Kontakt zwischen Mensch und Tier gefördert wird. So ist es möglich, Tiere zu streicheln und Papageien, Enten, Pinguine und Robben zu füttern. Außerdem werden Flugschauen mit Greifvögeln, Aufführungen mit Schafen und Hunden sowie Reiten auf Kamelen und Pferden angeboten. Einige früher beliebte Programme, beispielsweise das Füttern der Tapire (Tapir Snack Time) oder eine Begegnung mit dem Roten Panda (Red Panda Talk) werden nicht mehr durchgeführt. Für Besucher mit Kleinkindern stehen separate Räume mit Babykrippen und Ruhebereichen zur Verfügung. Für Besucher mit Behinderungen werden Rollstühle kostenlos zur Verfügung gestellt.